# Magliano Alfieri
Magliano Alfieri [Majan (ant ël Roé) in piemontese] è un comune italiano di 2 180 abitanti della provincia di Cuneo in Piemonte. Fa parte della delimitazione geografica del Roero. In precedenza denominato Magliano d'Alba, dal 30 gennaio del 1910 fu denominato Magliano Alfieri.

## Storia

### Simboli
Nello stemma è rappresentato su sfondo d'oro il castello degli Alfieri, fondato sulla campagna di verde e sormontato dall'aquila nera coronata simbolo di quella famiglia. 
Il gonfalone è un drappo di bianco.

## Monumenti e luoghi d'interesse

### Architetture religiose
- Chiesa di Sant'Andrea, chiesa parrocchiale

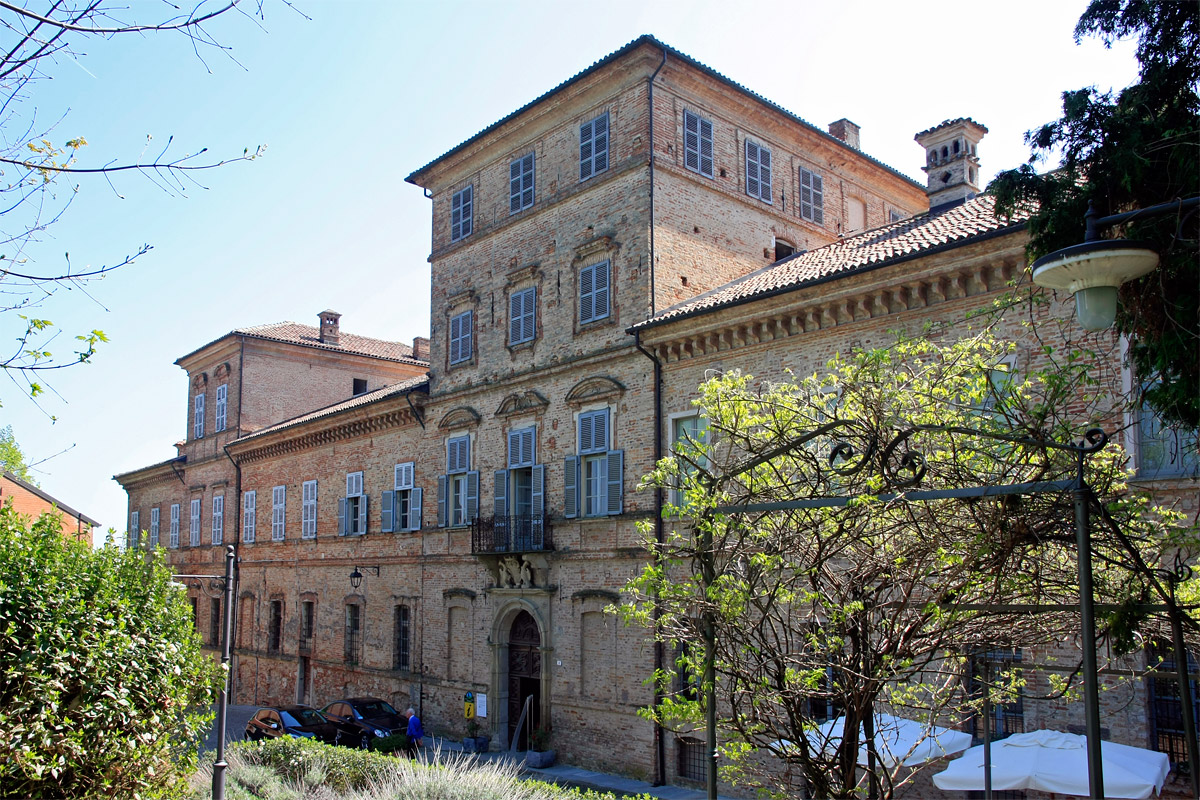
Castello di Magliano Alfieri

### Architetture militari
- Castello degli Alfieri. Il castello della famiglia degli Alfieri di Sostegno, signori di San Martino, che fu edificato tra il 1649 e il 1680 (Vittorio Alfieri, che vi passò le prime estati della sua vita, ne fa menzione in diverse sue lettere). Nell'angolo nord del palazzo, con ingresso sia dalla via laterale esterna, che dall'interno, la residenza ospita la cappella del crocefisso gentilizia, con all'interno tre pale settecentesche; tra le sale più significative del palazzo un salone degli stemmi in gesso della famiglia Alfieri di autori stuccatori ottocenteschi di Lugano; ben conservato è anche il salone delle aquile, che deve il nome al soggetto, le aquile appunto, scelto per affrescare il soffitto di questa sala. Il palazzo è stato riaperto solo da pochi anni, grazie all'interessamento e all'impegno degli "Amici del Museo", dopo che negli anni ‘60 il castello venne trasformato in un condominio popolare.

Nell'ala est del piano nobile è ospitato il Museo di Arti e Tradizioni Popolari che raccoglie aspetti di cultura, arte e focolare della comunità piemontese. Dal 1994 le sale del palazzo ospitano una sezione dedicata ai soffitti di gesso, elementi di un'identità culturale ormai lontana. Era infatti tradizione diffusa impiegare il gesso nella costruzione principalmente per ragioni economiche, vista l'abbondanza di cave di gesso in questa zona del Piemonte. Le modeste case contadine assumevano così un tocco di semplice eleganza grazie ai solai che venivamo controsoffittati con una struttura in gesso decorato che, se da un lato arricchiva la dimora, con richiami ai temi stilistici-decorativi colti e raffinati, dall'altro avevano l'importantissima funzione di isolare e mantenere il calore durante i rigidi inverni. 
Sul lato sinistro del castello, contornata da un verdeggiante parco si trova la Parrocchiale di S.Andrea. L'antico campanile è forse risalente al XIV secolo.
Dal 2007 fa parte del circuito degli 8 castelli, meglio noto come Castelli Doc. La rete dei castelli include i manieri di Grinzane Cavour, Barolo, Serralunga d'Alba, Govone, Magliano Alfieri, Roddi, Mango e Benevello.
È inoltre inserito nel circuito dei "Castelli Aperti" del Basso Piemonte.

## Società

### Evoluzione demografica
Abitanti censiti

### Etnie e minoranze straniere
Secondo i dati Istat al 31 dicembre 2017, i cittadini stranieri residenti a Magliano Alfieri sono 172, così suddivisi per nazionalità, elencando per le presenze più significative:
1. Romania, 59
2. Repubblica di Macedonia, 31
3. Marocco, 21

## Amministrazione

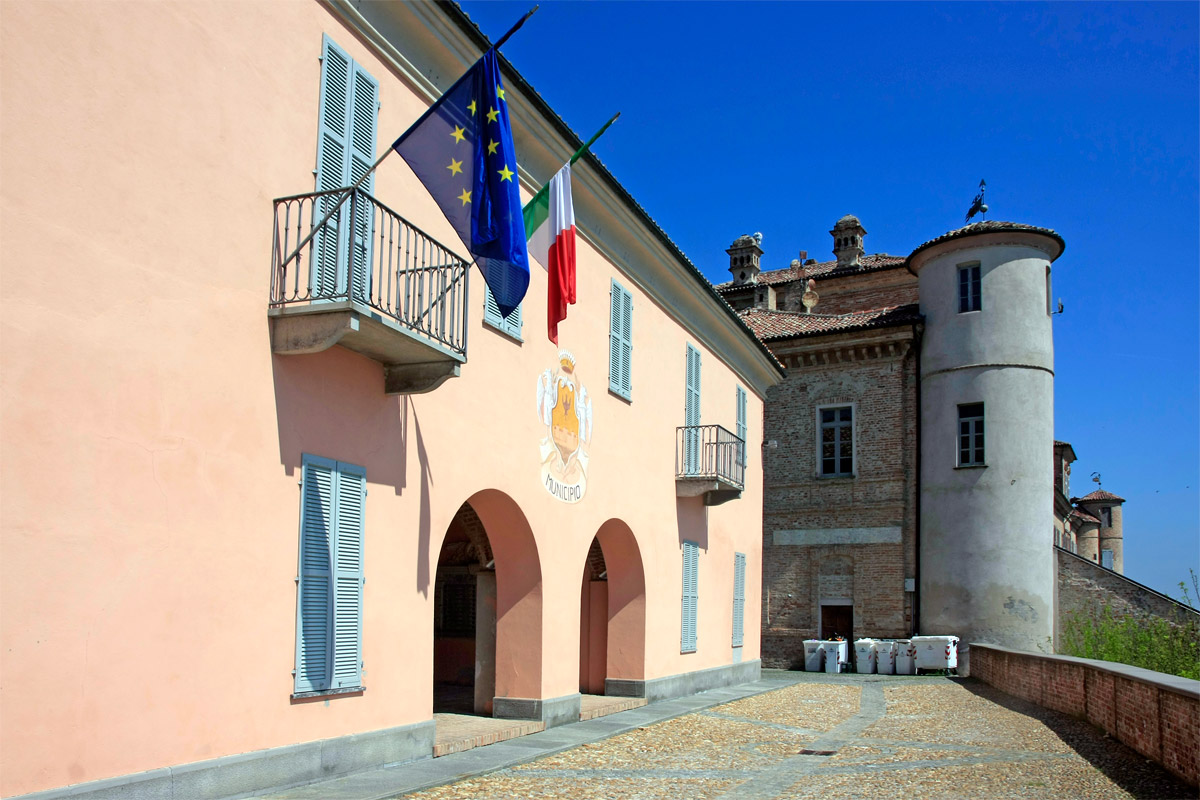
Municipio e castello di Magliano Alfieri

Di seguito è presentata una tabella relativa alle amministrazioni che si sono succedute in questo comune.
| Periodo        | Periodo        | Primo cittadino     | Partito                     | Carica  | Note  |
| -------------- | -------------- | ------------------- | --------------------------- | ------- | ----- |
| 5 giugno 1985  | 24 maggio 1990 | Carlo Sacchetto     | -                           | Sindaco | [ 7 ] |
| 24 maggio 1990 | 24 aprile 1995 | Carlo Sacchetto     | -                           | Sindaco | [ 7 ] |
| 24 aprile 1995 | 14 giugno 1999 | Cesare Giudice      | -                           | Sindaco | [ 7 ] |
| 14 giugno 1999 | 14 giugno 2004 | Cesare Giudice      | -                           | Sindaco | [ 7 ] |
| 14 giugno 2004 | 8 giugno 2009  | Luigi Carosso       | lista civica                | Sindaco | [ 7 ] |
| 8 giugno 2009  | 26 maggio 2014 | Luigi Carosso       | lista civica                | Sindaco | [ 7 ] |
| 26 maggio 2014 | 27 maggio 2019 | Luigi Carosso       | lista civica: voltar pagina | Sindaco | [ 7 ] |
| 27 maggio 2019 | in carica      | Giacomina Pellerino |                             | Sindaco |       |